# Aghora (zespół muzyczny)
Aghora – amerykańska grupa muzyczna wykonująca progresywny heavy metal z wpływami jazzu. Powstała w 1995 roku w Miami w stanie Floryda w USA. W 2000 roku ukazał się ich pierwszy album Aghora nagrany wraz z Seanem Malone, Seanem Reinertem i wydany przez Santiago Doblesa i Dana Escauriza w 1999 roku w Miami. Drugi album Formless został wyprodukowany przez Santiago Doblesa i zmiksowany przez Neila Kernona w 2006 roku. Trzeci album, Entheogenic Frequencies, został wydany za pośrednictwem serwisów streamingowych w grudniu 2019. Wersja na nośniku CD została zrealizowana na początku 2020. 

## Muzycy
| Obecny skład zespołu - Santiago Dobles – gitara (od 1995) - Alan Goldstein – gitara basowa (2001–2002, od 2006) - Matt Thompson – perkusja (od 2008) |  | Byli członkowie zespołu - Max Dible – gitara (1995–1997) - Chris Penny – perkusja (1995–1997) - Andy Deluca – gitara basowa (1995–1999, 2004–2005) - Sean Reinert (zmarły) – perkusja (1997–2000) - Charlie Ekendahl – gitara (1997–2002) - Danishta Rivero – śpiew (1997–2005) - Sean Malone (zmarły) – gitara basowa (1999–2000) - Richard Komatz – perkusja (2001–2002) - Ian Hayes – perkusja (2004–2005) - Giann Rubio – perkusja (2006–2007) - Alex Meade - gitara (2005–2006) - Diana Serra – śpiew (2006-2009) |

## Dyskografia
- Demo (1998, Demo)
- Demo 99 (1999, Demo)
- Aghora (2000, LP)
- Dual Alchemy (2005, Demo)
- Formless (2006, LP)[6]
- Entheogenic Frequencies (2019, LP)